# Anja Wagner-Scheid
Anja Wagner-Scheid (* 9. Oktober 1974 in Dudweiler) ist eine deutsche Politikerin (CDU).  Von 2019 bis 2022 war sie Staatssekretärin für Finanzen im saarländischen Ministerium für Finanzen und Europa. Seit 2022 ist sie wieder Abgeordnete im Landtag des Saarlandes, dem sie bereits von 2004 bis 2009 angehörte. Sie ist stellvertretende Fraktionsvorsitzende und innen- und kommunalpolitische Sprecherin der CDU-Landtagsfraktion im Saarland.

## Leben
Anja Wagner-Scheid wuchs in Friedrichsthal auf. Nach ihrem Abitur am Theodor-Heuss-Gymnasium in Sulzbach 1994 studierte sie Neuere Deutsche Literatur- und Sprachwissenschaften sowie Politikwissenschaften an der Universität des Saarlandes. Im Jahr 2000 schloss sie als Magistra Artium ab. In den Jahren 2000 bis 2004 arbeitete sie als Pressereferentin im saarländischen Ministerium für Frauen, Arbeit, Gesundheit und Soziales von Regina Görner.
Im September 2004 wurde sie in den 13. Landtag des Saarlandes gewählt. Anja Wagner-Scheid war bis 2009 sozialpolitische Sprecherin ihrer Fraktion und Vorsitzende des Fraktionsarbeitskreises für Arbeit, Gesundheit und Soziales und Mitglied in den Ausschüssen für Umwelt, für Arbeit, Gesundheit und Soziales sowie für Inneres und Sport. Zudem war sie in der Enquête-Kommission Demographischer Wandel des Saarländischen Landtages tätig und stv. Mitglied im Interregionalen Parlamentarierrat (IPR). 2009 endete das Mandat.
Von 2009 bis Ende 2014 war Wagner-Scheid in der Staatskanzlei Saarbrücken Referatsleiterin. Ab 1. Januar 2015 war sie Direktorin des Landesamtes für Soziales in Saarbrücken-Burbach. Bei der Landtagswahl im Saarland 2017 wurde sie erneut in den Landtag des Saarlandes gewählt, verzichtete aber zu Gunsten ihrer Arbeit als Direktorin des Landesamtes für Soziales auf ihr Mandat. Für sie rückte Sarah Gillen nach.
Am 1. Dezember 2017 übergab sie ihr Amt an Stefan Funck. und wechselte als Abteilungsleiterin ins saarländische Ministerium für Bildung und Kultur. Dort war sie u. a. für berufliche Schulen und frühkindliche Bildung zuständig. Am 29. Oktober 2019 wurde Anja Wagner-Scheid zur Finanzstaatssekretärin im saarländischen Ministerium für Finanzen und Europa ernannt. Am 26. April 2022 schied sie mit dem Antritt des Kabinetts Rehlinger aus diesen Ämtern wieder aus. Bei der Landtagswahl 2022 wurde sie in den Landtag gewählt. Sie ist stellvertretende Vorsitzende und innen- und kommunalpolitische Sprecherin der CDU-Landtagsfraktion.

## Partei
Anja Wagner-Scheid trat 1997 in die CDU ein. Seit 1999 war sie auch Mitglied der Jungen Union, – u. a. stellvertretende Kreisvorsitzende (Saarbrücken-Land) von 2001 bis 2004.
Im Jahr 2004 übernahm sie den Vorsitz des CDU-Stadtverbandes Friedrichsthal. Von 2004 bis 2016 gehörte sie dem Friedrichsthaler Stadtrat an, u. a. auch als Fraktionsvorsitzende (2013–2016). Von November 2013 bis Dezember 2015 führte sie den CDU-Ortsverband Bildstock-Maybach.
Bei der Bürgermeisterwahl in Friedrichsthal am 16. September 2007 und der daraus folgenden Stichwahl am 30. September trat Anja Wagner-Scheid als Kandidatin der CDU an. Aus dem ersten Wahlgang ging sie als Siegerin hervor, verlor aber die Stichwahl knapp.
In der Frauen Union war sie von 2003 bis 2013 Pressereferentin ihres Kreises, von 2006 bis 2013 stv. Kreisvorsitzende der Frauen Union Saarbrücken-Land und wurde 2008 in den Landesvorstand der Frauen Union Saar gewählt. Am 3. Juni 2012 wurde sie in Losheim zur Landesvorsitzenden der Frauen Union Saar gewählt und trat damit die Nachfolge von Annegret Kramp-Karrenbauer an, die seit 1999 den Landesvorsitz innehatte. Am 15. September 2019 wurde sie in Leipzig zur Stellvertretenden Bundesvorsitzenden der Frauen Union Deutschlands gewählt – und 2021 beim digitalen Bundesdelegiertentag und 2023 in Hanau wiedergewählt.
Von 2008 bis 2021 war sie stv. Kreisvorsitzende des CDU-Kreisverbandes Saarbrücken-Land. Vom 1. Juli 2021 bis zu ihrem Rücktritt am 23. Mai 2022 war sie Vorsitzende des CDU-Kreisverbandes Saarbrücken-Land. Der Rücktritt erfolgte, nachdem der Kreisverband sie nicht für den Landesvorstand nominierte.
Seit 2010 ist sie auch kooptiertes Mitglied des CDU-Landesvorstandes.

## Persönliches
Anja Wagner-Scheid ist evangelisch, verheiratet mit Marco Scheid und hat zwei Söhne. 
Sie ist seit 2008 Vorsitzende des Vereins Groß für Klein in Friedrichsthal e. V.
Im Januar 2024 gründete sie mit vielen Mitstreiterinnen und Mitstreitern den Verein Lichter Leuchten in Quierschied. Zweck des Vereins ist es, Menschen, die an schweren und lebensbedrohenden Erkrankungen leiden, sowie deren Familien zu helfen.
Am 23. März 2024 wurde sie als Nachfolgerin von Christian Ege zur Präsidentin des Saarwald-Vereins gewählt.